# مایکل رد
مایکل رد (انگلیسی: Michael Redd؛ زاده ۲۴ اوت ۱۹۷۹) یک بازیکن بسکتبال اهل ایالات متحده آمریکا است.